# NGC 2805
NGC 2805 är en mellanliggande (med eller utan stav) spiralgalax i stjärnbilden Stora björnen, som upptäcktes den 2 april 1791 av astronomen William Herschel. Dess egenrörelse i förhållande till den kosmiska bakgrundsstrålningen är 1 834 ± 7 km/s, vilket motsvarar ett Hubbleavstånd på 27,05 ± 1,90 Mparsec (ca 88,2 miljoner ljusår). Emellertid ger 11 icke-rödförskjutningsmätningar ett avstånd på 12,76 ± 11,89 Mpc (41,6 miljoner ljusår). (Obs: Detta urval av mätningar är inkonsekvent då sju värden mellan 3,03 och 5,13 Mparsec rapporteras i publikationer från 1984 till 1985, sedan fyra värden mellan 26,8 och 28,8 Mparsec.)  

## Supernova
En supernova har observerats i NGC 2805. SN 2019hsw (typ II, magnitud 15,4) upptäcktes av ASAS-SN den 18 juni 2019.

## NGC 2805-gruppen
NGC 2805 är namngivare till NGC 2805-gruppen (även känd som LGG 173), som omfattar minst fyra andra galaxer: NGC 2814, NGC 2820, NGC 2880 och IC 2458. Denna grupp, exklusive NGC 2880, kallas också kollektivt Holmberg 124.